# SM UC-51
SM UC-51 – niemiecki podwodny stawiacz min z okresu I wojny światowej, jedna z 64 zbudowanych jednostek typu UC II. Zwodowany 5 grudnia 1916 roku w stoczni Germaniawerft w Kilonii, został przyjęty do służby w Kaiserliche Marine 6 stycznia 1917 roku. W czasie służby operacyjnej w składzie 1. Flotylli U-Bootów Hochseeflotte i Flotylli Flandria okręt odbył siedem patroli bojowych, w wyniku których zatonęło 28 statków o łącznej pojemności 31 837 BRT, a dwa statki o łącznej pojemności 5855 BRT zostały uszkodzone. 17 listopada 1917 roku SM UC-51 zatonął wraz z całą załogą po wejściu na minę w kanale La Manche.

## Projekt i budowa
Dokonania pierwszych niemieckich podwodnych stawiaczy min typu UC I, a także zauważone niedostatki tej konstrukcji, skłoniły dowództwo Cesarskiej Marynarki Wojennej z admirałem von Tirpitzem na czele do działań mających na celu budowę nowego, znacznie większego i doskonalszego typu okrętu podwodnego. Opracowany latem 1915 roku projekt okrętu, oznaczonego później jako typ UC II, tworzony był równolegle z projektem przybrzeżnego torpedowego okrętu podwodnego typu UB II. Głównymi zmianami w stosunku do poprzedniej serii były: instalacja wyrzutni torpedowych i działa pokładowego, zwiększenie mocy i niezawodności siłowni, oraz wzrost prędkości i zasięgu jednostki, kosztem rezygnacji z możliwości łatwego transportu kolejowego (ze względu na powiększone rozmiary).
SM UC-51 zamówiony został 12 stycznia 1916 roku jako jednostka z III serii okrętów typu UC II (numer projektu 41, nadany przez Inspektorat U-Bootów), w ramach wojennego programu rozbudowy floty . Został zbudowany w stoczni Germaniawerft w Kilonii jako jeden z sześciu okrętów III serii zamówionych w tej wytwórni. UC-51 otrzymał numer stoczniowy 267 (Werk 267)  . Stępkę okrętu położono w 1916 roku , a zwodowany został 5 grudnia 1916 roku.

## Dane taktyczno-techniczne
SM UC-51 był średniej wielkości przybrzeżnym okrętem podwodnym o konstrukcji dwukadłubowej. Długość całkowita wynosiła 52,7 metra, szerokość 5,22 metra i zanurzenie 3,64 metra . Wykonany ze stali kadłub sztywny miał 39,3 metra długości i 3,61 metra szerokości, a wysokość (od stępki do szczytu kiosku) wynosiła 7,46 metra . Wyporność w położeniu nawodnym wynosiła 434 tony, a w zanurzeniu 511 ton. Jednostka miała wysoki, ostry dziób przystosowany do przecinania sieci przeciwpodwodnych; do jej wnętrza prowadziły trzy luki: pierwszy przed kioskiem, drugi w kiosku, a ostatni w części rufowej, prowadzący do maszynowni . Cylindryczny kiosk miał średnicę 1,4 metra i wysokość 1,8 metra, obudowany był opływową osłoną . Okręt napędzany był na powierzchni przez dwa 6-cylindrowe, czterosuwowe silniki wysokoprężne Daimler MU256 o łącznej mocy 485 kW (660 KM), a pod wodą poruszał się dzięki dwóm silnikom elektrycznym BBC o łącznej mocy 460 kW (620 KM) . Dwa wały napędowe obracały dwie śruby wykonane z brązu manganowego (o średnicy 1,9 metra i skoku 0,9 metra) . Okręt osiągał prędkość 11,8 węzła na powierzchni i 7,2 węzła w zanurzeniu . Zasięg wynosił 9450 Mm przy prędkości 7 węzłów w położeniu nawodnym oraz 56 Mm przy prędkości 4 węzłów pod wodą . Zbiorniki mieściły 56 ton paliwa , a energia elektryczna magazynowana była w dwóch bateriach akumulatorów 26 MAS po 62 ogniwa, zlokalizowanych pod przednim i tylnym pomieszczeniem mieszkalnym załogi. Okręt miał siedem zewnętrznych zbiorników balastowych . Dopuszczalna głębokość zanurzenia wynosiła 50 metrów , a czas wykonania manewru zanurzenia 40 sekund.
Głównym uzbrojeniem okrętu było 18 min kotwicznych typu UC/200 w sześciu skośnych szybach minowych o średnicy 100 cm, usytuowanych w podwyższonej części dziobowej jeden za drugim w osi symetrii okrętu, pod kątem do tyłu (sposób stawiania – „pod siebie”). Układ ten powodował, że miny trzeba było stawiać na zaplanowanej przed rejsem głębokości, gdyż na morzu nie było do nich dostępu (co znacznie zmniejszało skuteczność okrętów). Wyposażenie uzupełniały dwie zewnętrzne wyrzutnie torped kalibru 500 mm (umiejscowione powyżej linii wodnej na dziobie, po obu stronach szybów minowych), jedna wewnętrzna wyrzutnia torped kal. 500 mm na rufie (z łącznym zapasem 7 torped) oraz umieszczone przed kioskiem działo pokładowe kal. 88 mm L/30, z zapasem amunicji wynoszącym 130 naboi . Okręt wyposażony był w dwa peryskopy Zeissa: wachtowy i bojowy oraz radiostację z podnoszonym masztem o wysokości 10 metrów. Wyposażenie uzupełniała kotwica grzybkowa o masie 272 kg .
Załoga okrętu składała się z 3 oficerów oraz 23 podoficerów i marynarzy.

## Służba
6 stycznia 1917 roku SM UC-51 został przyjęty do służby w Cesarskiej Marynarce Wojennej . Dowództwo jednostki objął kpt. mar. (niem. Kapitänleutnant) Wilhelm Schröder . Z dniem 1 lutego, rozkazem szefa sztabu admiralicji niemieckiej z 12 stycznia tego roku, U-Booty należące do czterech flotylli Hochseeflotte, Flotylli Flandria i Flotylli Pola rozpoczęły nieograniczoną wojnę podwodną. Po okresie szkolenia okręt został 8 kwietnia przydzielony do 1. Flotylli U-Bootów Hochseeflotte .
16 kwietnia na Morzu Północnym UC-51 zatrzymał i zatopił po zejściu załóg dwa żaglowce: zbudowany w 1872 roku szwedzki drewniany bryg „Amanda” o pojemności 232 BRT, przewożący stemple z Fredrikshald do Hartlepool (na pozycji 56°27′N 3°00′E/56,450000 3,000000)  oraz pochodzący z 1880 roku norweski „Polycarp” (509 BRT), transportujący węgiel z Hartlepool do Christianii (na pozycji 56°23′N 2°52′E/56,383333 2,866667) . Następnego dnia na pozycji 56°30′N 4°10′E/56,500000 4,166667 okręt ostrzelał z działa pokładowego i uszkodził zbudowany w 1883 roku szwedzki parowiec „Atalanta” o pojemności 1091 BRT, płynący z ładunkiem żelaza i drobnicy z Göteborga do Kingston upon Hull .
29 kwietnia nowym dowódcą U-Boota został mianowany por. mar. (niem. Oberleutnant zur See) Hans Galster . W maju 1917 roku UC-51 oraz pozostałe okręty wchodzące w skład 1. Flotylli (U-71, U-80, UC-29, UC-31, UC-33, UC-41, UC-42, UC-44, UC-45, UC-49, UC-50, UC-55, UC-75 i UC-77) postawiły wokół Wysp Brytyjskich 50 zagród minowych. 4 maja na pozycji 58°30′N 1°04′W/58,500000 -1,066667 okręt storpedował zbudowany w 1910 roku duński parowiec „Marie” (772 BRT), przewożący drewno i miazgę drzewną z Fredrikshald do Kingston upon Hull (statek zatonął ze stratą dwóch marynarzy) . Nazajutrz w odległości 26 MM na południowy wschód od wyspy Auskerry (Orkady) UC-51 zatopił też zbudowany w 1903 roku norweski parowiec „Segovia” o pojemności 1394 BRT, płynący z ładunkiem węgla z Newcastle upon Tyne do Gibraltaru (na pozycji 58°38′N 2°00′W/58,633333 -2,000000, nikt nie zginął) .
18 czerwca ofiarą działalności U-Boota padły dwa brytyjskie żaglowce, zatrzymane i zatopione ogniem artyleryjskim: zbudowany w 1867 roku drewniany szkuner „Kangaroo” (84 BRT), płynący z ładunkiem węgla z Cardiff do Ballyhack w hrabstwie Wexford, na pokładzie którego śmierć poniosło czterech załogantów wraz z kapitanem (na pozycji 51°53′N 6°24′W/51,883333 -6,400000)   oraz pochodząca z 1874 roku drewniana barkentyna „Violet” (158 BRT), transportująca drewno na stemple z Waterford do Cardiff (na pozycji 51°57′N 6°24′W/51,950000 -6,400000, bez strat w załodze)  . 22 czerwca w odległości 11 Mm na południowy wschód od Fastnet Rock (na pozycji 51°21′N 9°19′W/51,350000 -9,316667) UC-51 storpedował bez ostrzeżenia i zatopił zbudowany w 1904 roku uzbrojony brytyjski parowiec „Miami” o pojemności 3762 BRT, płynący z ładunkiem drobnicy z Nowego Jorku do Manchesteru (na pokładzie nikt nie zginął)  . Dwa dni później 4,5 Mm na południowy zachód od wyspy Lundy ten sam los spotkał zbudowany w 1883 roku holenderski parowiec „Hilversum” o pojemności 1505 BRT, płynący pod balastem z Hawru do Barry (obyło się bez strat w ludziach) .
26 lipca na postawionej przez UC-51 minie w odległości 2 Mm na południe od latarni morskiej Galley Head (Cork) zatonął wraz z całą, liczącą 24 osoby załogą zbudowany w 1906 roku brytyjski parowiec „Ludgate” (3708 BRT), płynący z ładunkiem rudy żelaza z Huelvy do Garston  . 11 sierpnia w odległości 12 Mm na północny wschód od latarni morskiej Caldey okręt zatrzymał i zatopił po zejściu załogi zbudowaną w 1914 roku brytyjską żaglową łódź rybacką „Gloriosa” (23 BRT) . Następnego dnia u wybrzeży Pembrokeshire jej los podzielił pochodzący z 1895 roku brytyjski kuter rybacki „Eleazar” o pojemności 111 BRT . 14 sierpnia U-Boot w okolicy latarni morskiej Trevose Head storpedował i zatopił dwa parowce: zbudowany w 1890 roku francuski „N. Verberckmoens” (1353 BRT), przewożący węgiel ze Swansea do Dunkierki (na pozycji 50°47′N 4°45′W/50,783333 -4,750000, na pokładzie śmierć poniosły cztery osoby)  oraz zbudowany w 1901 roku uzbrojony brytyjski „Wisbech” (1282 BRT), transportujący paliwo i stalowe obręcze z Cardiff do Saint-Malo (zatonął ze stratą dwóch członków załogi)  .
20 sierpnia SM UC-51 został przydzielony do Flotylli Flandria . 8 września w kanale La Manche okręt zatrzymał i zatopił po ewakuacji załóg dwa zbudowany w 1873 roku brytyjskie żaglowce: drewniany trójmasztowy szkuner „Ezel” o pojemności 163 BRT, płynący z ładunkiem gliny z Teignmouth do Le Tréport (na pozycji 50°13′N 0°36′E/50,216667 0,600000)   oraz drewniany kecz „Laura” (104 BRT)  . 10 września lista wojennych dokonań załogi U-Boota powiększyła się o pięć brytyjskich żaglowców, zatopionych na północny wschód od St Ives: zbudowaną w 1870 roku brytyjską drewnianą brygantynę „Jane Williamson” o pojemności 197 BRT, płynącą z ładunkiem węgla z Liverpoolu do Cherbourga (zatonęła w wyniku ostrzału artyleryjskiego na pozycji 50°32′N 5°20′W/50,533333 -5,333333, a na jej pokładzie zginęło czterech załogantów wraz z kapitanem)  ; pochodzący z 1868 roku „Mary Orr” (91 BRT), transportujący węgiel z Runcorn do Dieppe (na pozycji 50°18′N 5°40′W/50,300000 -5,666667, bez strat w ludziach)  ; drewniane szkunery „Mary Seymour” (150 BRT) i „Moss Rose” (161 BRT), przewożące węgiel z Ellesmere Port do Cherbourga (na pozycji 50°16′N 5°39′W/50,266667 -5,650000, nikt nie zginął)    oraz zbudowany w 1876 roku drewniany szkuner „Water Lily” o pojemności 111 BRT, płynący z ładunkiem węgla z Runcorn do Cherbourga (na pozycji 50°18′N 5°40′W/50,300000 -5,666667, bez strat w załodze)  . Nazajutrz nieopodal Crackington Haven okręt zatopił zbudowaną w 1903 roku brytyjską łódź rybacką „Rosy Cross” o pojemności 25 BRT (załoga ocalała)  oraz pochodzący z 1865 roku brytyjski drewniany szkuner „William” (78 BRT), transportujący węgiel z Cardiff do Saint-Brieuc (zatrzymany i po zejściu załogi zatopiony przy pomocy ładunków wybuchowych na pozycji 50°56′N 4°39′W/50,933333 -4,650000)  . Tego dnia na tych samych wodach na postawioną przez UC-51 minę wszedł zbudowany w 1910 roku uzbrojony brytyjski parowiec „Luxembourg” o pojemności 1417 BRT, płynący z Hawru do Newport (zatonął bez strat w ludziach na pozycji 50°13′N 5°40′W/50,216667 -5,666667)  . 14 września u wybrzeży Cork U-Boot storpedował bez ostrzeżenia i zatopił zbudowany w 1888 roku uzbrojony brytyjski parowiec „Zeta” (2269 BRT), płynący z ładunkiem węgla z Barry do Zárate (obyło się bez strat w ludziach)  . Nazajutrz u wybrzeży Pembrokeshire na postawionej przez okręt podwodny minie zatonął zbudowany w 1909 roku francuski parowiec „Saint Jacques” o pojemności 2459 BRT, transportujący węgiel z Barry do Bizerty .
9 października na postawioną przez UC-51 nieopodal Trevose Head (Kornwalia) minę wszedł zbudowany w 1904 roku uzbrojony brytyjski parowiec „Poldown” (1370 BRT), płynący z ładunkiem węgla z Penarth do Boulogne-sur-Mer (statek zatonął na pozycji 50°31′35″N 5°05′05″W/50,526389 -5,084722 ze stratą 18 członków załogi, wliczając kapitana)  . 15 października na postawionej nieopodal Milford Haven przez U-Boota minie zatonął wraz z całą, liczącą 10 osób załogą zbudowany w 1907 roku brytyjski kuter HMD „Active III” (81 BRT) . 20 października u wybrzeży Pembrokeshire na postawioną przez okręt podwodny minę wszedł zbudowany w 1901 roku uzbrojony brytyjski parowiec pasażerski „Ionian” o pojemności 8268 BRT, płynący pod balastem z Liverpoolu do Plymouth. Statek zatonął ze stratą siedmiu członków załogi na pozycji 51°35′N 4°59′W/51,583333 -4,983333 .
17 listopada okręt uszkodził nowy, zbudowany w 1917 roku brytyjski parowiec „David Lloyd George” o pojemności 4764 BRT, transportujący królicze skóry, krzemień i produkty zbożowe z Hawru do Nowego Jorku (do zdarzenia doszło na pozycji 50°13′N 3°36′W/50,216667 -3,600000, nikt nie zginął) . Tego dnia SM UC-51 zatonął w kanale La Manche wraz z całą, liczącą w tym rejsie 29 osób załogą po wejściu na brytyjską minę na pozycji 50°08′N 3°42′W/50,133333 -3,700000 .

### Podsumowanie działalności bojowej
SM UC-51 odbył siedem rejsów operacyjnych, w wyniku których zatonęło 28 statków o łącznej pojemności 31 837 BRT, a dwa statki o łącznej pojemności 5855 BRT zostały uszkodzone . Na pokładach zatopionych i uszkodzonych jednostek zginęło co najmniej 75 osób, w tym 24 na brytyjskim parowcu „Ludgate”  . Pełne zestawienie zadanych przez niego strat przedstawia poniższa tabela :
| Data                 | Nazwa                | Państwo         | Tonaż       | Los jednostki |
| -------------------- | -------------------- | --------------- | ----------- | ------------- |
| 16 kwietnia 1917     | „Amanda”             | Szwecja         | 232         | zatopiony     |
| 16 kwietnia 1917     | „Polycarp”           | Norwegia        | 509         | zatopiony     |
| 17 kwietnia 1917     | „Atalanta”           | Szwecja         | 1091        | uszkodzony    |
| 4 maja 1917          | „Marie”              | Dania           | 772         | zatopiony     |
| 5 maja 1917          | „Segovia”            | Norwegia        | 1394        | zatopiony     |
| 18 czerwca 1917      | „Kangaroo”           | Wielka Brytania | 76          | zatopiony     |
| 18 czerwca 1917      | „Violet”             | Wielka Brytania | 158         | zatopiony     |
| 22 czerwca 1917      | „Miami”              | Wielka Brytania | 3762        | zatopiony     |
| 24 czerwca 1917      | „Hilversum”          | Holandia        | 1505        | zatopiony     |
| 26 lipca 1917        | „Ludgate”            | Wielka Brytania | 3708        | zatopiony     |
| 11 sierpnia 1917     | „Gloriosa”           | Wielka Brytania | 23          | zatopiony     |
| 12 sierpnia 1917     | „Eleazar”            | Wielka Brytania | 111         | zatopiony     |
| 14 sierpnia 1917     | „N. Verberckmoens”   | Francja         | 1353        | zatopiony     |
| 14 sierpnia 1917     | „Wisbech”            | Wielka Brytania | 1282        | zatopiony     |
| 8 września 1917      | „Ezel”               | Wielka Brytania | 163         | zatopiony     |
| 8 września 1917      | „Laura”              | Wielka Brytania | 104         | zatopiony     |
| 10 września 1917     | „Jane Williamson”    | Wielka Brytania | 197         | zatopiony     |
| 10 września 1917     | „Mary Orr”           | Wielka Brytania | 91          | zatopiony     |
| 10 września 1917     | „Mary Seymour”       | Wielka Brytania | 150         | zatopiony     |
| 10 września 1917     | „Moss Rose”          | Wielka Brytania | 161         | zatopiony     |
| 10 września 1917     | „Water Lily”         | Wielka Brytania | 111         | zatopiony     |
| 11 września 1917     | „Luxembourg”         | Wielka Brytania | 1417        | zatopiony     |
| 11 września 1917     | „Rosy Cross”         | Wielka Brytania | 25          | zatopiony     |
| 11 września 1917     | „William”            | Wielka Brytania | 78          | zatopiony     |
| 14 września 1917     | „Zeta”               | Wielka Brytania | 2269        | zatopiony     |
| 15 września 1917     | „Saint Jacques”      | Francja         | 2459        | zatopiony     |
| 9 października 1917  | „Poldown”            | Wielka Brytania | 1370        | zatopiony     |
| 15 października 1917 | HMD „Active III”     | Royal Navy      | 81          | zatopiony     |
| 20 października 1917 | „Ionian”             | Wielka Brytania | 8268        | zatopiony     |
| 17 listopada 1917    | „David Lloyd George” | Wielka Brytania | 4764        | uszkodzony    |
| RAZEM                | RAZEM                | zatopione:      | zatopione:  | 28            |
| RAZEM                | RAZEM                | uszkodzone:     | uszkodzone: | 2             |